# Филип Мориц (Ханау-Мюнценберг)
Филип Мориц фон Ханау-Мюнценберг (на немски: Philipp Moritz von Hanau-Münzenberg) е от 1612 до 1638 г. граф на Ханау-Мюнценберг.

## Биография
Роден е на 25 август 1605 година в Ханау. Той е син и наследник на граф Филип Лудвиг II фон Ханау-Мюнценберг (1576 – 1612) и принцеса Катарина Белгика фон Насау (1578 – 1648), дъщеря на княз Вилхелм Орански (1533 – 1584).
Филип Мориц следва от 1613 г. в Базел, Женева и Седан. През 1626 г. се връща в Ханау и се жени на 16 декември 1627 г. за принцеса Сибила Кристина фон Анхалт-Десау (* 10 януари 1603, Десау; † 21 февруари 1686, Ханау), дъщеря на княз Йохан Георг I фон Анхалт-Десау и Доротея фон Пфалц-Зимерн.
Граф Филип Мориц е член на литературното общество Fruchtbringenden Gesellschaft. Умира на 3 август 1638 година в Ханау на 32-годишна възраст.

## Деца
Филип Мориц и Сибила Кристина фон Анхалт-Десау имат децата: 
- Сибила Мавритания (1630 – 1631)
- Адофина (1631)
- Филип Лудвиг III (1632 – 1641), последва баща си като граф на Графство Ханау-Мюнценберг
- Йохан Хайнрих (1634)
- Луиза Елеонора Белгика (1636)